# كلاوديو باني
كلاوديو باني (بالإيطالية: Claudio Pani)‏ (11 مارس 1986 بكالياري في إيطاليا - ) هو لاعب كرة قدم إيطالي في مركز الوسط. شارك مع منتخب إيطاليا تحت 19 سنة لكرة القدم. أما مع النوادي، فقد لعب مع نادي بياتشينزا ونادي بيستويسي ونادي تريستينا ونادي فاليتا ونادي كاسالي ونادي كالياري ونادي لوكيزي ونادي مودينا ونادي سافونا ‏ وCampobasso FC ‏.